# Khaled Azaiez
Khaled Azaiez (ur. 30 października 1976) – tunezyjski piłkarz, reprezentant kraju grający na pozycji bramkarza. 

## Kariera piłkarska
Przygodę z futbolem rozpoczynał w 1999 w klubie Club Africain Tunis. Spędził w nim 7 lat. Od 2006 do 2008 był zawodnikiem klubu AS Marsa, gdzie zakończył karierę.

## Kariera reprezentacyjna
Karierę reprezentacyjną rozpoczął w 2001. Został powołany na Puchar Narodów Afryki 2004, w którym Tunezja zdobyła tytuł. Karierę reprezentacyjną zakończył w 2004. W sumie w reprezentacji wystąpił w 5 spotkaniach.